# The Swan (teatro)
The Swan (tradotto in lingua italiana, Il Cigno) fu un teatro di Londra costruito e utilizzato durante l'età elisabettiana, ormai non più esistente.
Sito a sud del Tamigi nel distretto di Southwark, vicino al più grande The Rose, venne costruito con molta probabilità intorno al 1595 - 1596. Tale data è stata desunta da un documento del novembre 1594 in cui il Lord Mayor della città di Londra reclamò contro il progetto di costruzione del The Swan che, unito alla mancanza di citazioni in qualsiasi documento precedente a tale data, fa presupporre che l'edificio venne eretto negli anni successivi.

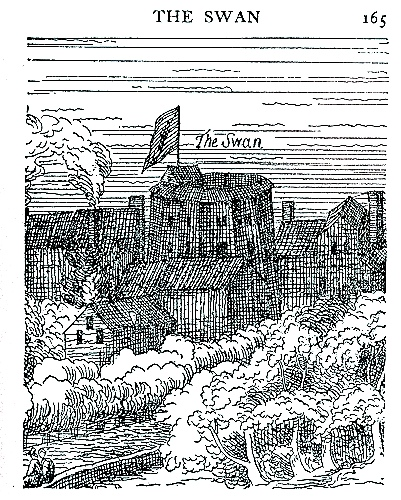
L'esterno del teatro nel 1616.

L'impresario teatrale che si occupò della costruzione fu Francis Langley, che acquisì il terreno dove fu eretto il teatro nel maggio 1589.
L'importanza del The Swan nella storia del teatro è legata a un disegno dell'olandese Johannes de Witt, un viaggiatore che ritrasse l'interno del teatro e che a tutt'oggi è l'unica testimonianza iconografica riguardante l'architettura dei teatri elisabettiani. L'originale è andato perduto, ma ci è pervenuta una copia ad opera di Arendt van Buchell. Oltre al disegno, De Witt descrisse anche il teatro nel suo Observationes Londiniensis, un manoscritto poi perduto.